# I Can't Give Everything Away
I Can't Give Everything Away è un singolo del cantautore britannico David Bowie, il terzo estratto dal venticinquesimo album in studio Blackstar e pubblicato il 18 marzo 2016.

## Descrizione
Traccia conclusiva dell'album, il brano contiene un campionamento della parte di armonica a bocca presente in A New Career in a New Town, presente nell'album Low del 1977.

## Video musicale
Il 6 aprile 2016 è stato pubblicato un videoclip con testo animato, creato da Jonathan Barnbrook, autore anche della grafica di copertina dell'album Blackstar. Egli così spiegò le motivazioni dietro la sua scelta per il video:

## Tracce
Testi e musiche di David Bowie.
1. I Can't Give Everything Away (Radio Edit) – 4:27

## Formazione
Musicisti
- David Bowie – voce, chitarra acustica
- Donny McCaslin – sassofono, flauto, legni
- Jason Lindner – pianoforte, organo Wurlitzer, tastiera
- Tim Lefebvre – basso
- Mark Guiliana – batteria, percussioni
- Ben Monder – chitarra

Produzione
- David Bowie – produzione, missaggio
- Tony Visconti – produzione, missaggio, ingegneria del suono agli Human Worldwide
- Tom Elmhirst – missaggio finale
- Joe LaPorta – mastering
- Kevin Killen – ingegneria del suono ai The Magic Shop
- Kabir Hermon – assistenza tecnica ai The Magic Shop
- Erin Tonkon – assistenza tecnica agli Human Worldwide
- Joe Visciano – assistenza al missaggio

## Classifiche
| Classifica (2016)  | Posizione massima |
| ------------------ | ----------------- |
| Belgio (Fiandre)   | 87                |
| Francia            | 142               |
| Stati Uniti (rock) | 39                |
| Svizzera           | 45                |